# Club Deportivo Phoenix
El Club Deportivo Phoenix es un club deportivo de Chile de la ciudad de Valdivia en la Provincia de Valdivia, Región de Los Ríos.
Es uno de clubes deportivos más antiguos de Chile, habiendo sido fundado el 1 de noviembre de 1880, y en la actualidad cuenta con seis secciones deportivas, entre las que destaca principalmente el remo, que ha entregado innumerables títulos, tanto a Chile como a Valdivia.

## Historia
Es uno de los clubes más antiguos de todo Sudamérica, y su creación como Ruderklub Phoenix coincide con la llegada de los inmigrantes alemanes al país, el que posteriormente se fusiona con el Club de Remeros Valdivia y más tarde, con el Club Gimnástico Alemán, formando una entidad que se conserva hasta hoy como Club Deportivo Phoenix - Valdivia. Fue fundado el 1 de septiembre de 1880, contando actualmente con aproximadamente 144 años de trayectoria deportiva.
Desde sus inicios ha tenido grandes triunfos en el país y a nivel internacional, destacando en ramas como el atletismo a mediados del siglo pasado, el básquetbol —participó de la DIMAYOR, siendo su archirrival el Club Malta Morenita de Osorno— y tenis.
Actualmente el club tiene las siguientes ramas deportivas:
- Atletismo
- Básquetbol
- Fútbol
- Remo
- Tenis
- Pádel
- Actividades recreativas

## Básquetbol
Entre 1981 y 1984, la rama de básquetbol de la institución formó parte de la División Mayor del Básquetbol de Chile (DIMAYOR), siendo reemplazado por el Club Deportivo Valdivia en la máxima competición cestera del país.

### Extranjeros en el club en la era Dimayor
Estadounidenses
- Keith Hood (1981-1982)
- Lewis Lattimore (1983-1984)
- Barry Moore (1981)
- Edgard Wickliffe (1982-1984)

## Remo
La rama de remo es la fundadora de la institución y a través de los años es la disciplina que mayores éxitos ha dado en competencias regionales, nacionales e internacionales, al Club, a Valdivia y a Chile.
Uno de los logros más importantes con que cuenta la rama en el Club Deportivo Phoenix, es sin duda la medalla de oro del bote 2- Peso Ligero de Miguel Cerda y Christian Yantani obtenida en el Campeonato Mundial, realizado en la Ciudad de Sevilla, España, el 22 de septiembre de 2002. Además han obtenido diversas medalla en Juegos Panamericanos.
El Club cuenta actualmente con alrededor de 210 socios, considerando todas las disciplinas descritas anteriormente.

### Ubicación geográfica
Se encuentra ubicado en el sector Isla Teja, a orillas del río Calle-Calle y metros del Puente Pedro de Valdivia, con frente hacia la Ciudad, gozando de una hermosa vista panorámica.